# Austin-Healey Sprite
Austin-Healey Sprite – sportowy samochód osobowy marki Austin-Healey produkowany w latach 1958–1971 przez przedsiębiorstwo British Motor Corporation i jej następców (od 1966 roku – British Motor Holdings, od 1968 – British Leyland). Dostępny był wyłącznie jako 2-drzwiowy roadster. Do napędu używano silników R4 z rodziny A-series o pojemności od 0,9 do 1,3 litra. Moment obrotowy przenoszony był na oś tylną 4-biegową manualną skrzynię biegów. Powstały cztery generacje modeli (Mark I-IV).
Pierwsza generacja (Mark I) produkowana była w latach 1958–1961. Charakteryzowała się rozstawem osi równym 2032 mm i masą własną 670 kg. Do napędu użyto silnika o pojemności 948 cm³ generującego moc maksymalną 43 KM przy 5000 obr./min. Zapewniało to prędkość maksymalną na poziomie 133 km/h. Powstało 49 987 egzemplarzy tej wersji Sprite’a.
Kolejne wcielenie modelu (Mark II) powstawało w latach 1961–1964. Początkowo do napędu służył ten sam silnik o pojemności 0,9 litra, zmodyfikowano jednak gaźnik co zaowocowało wzrostem mocy do 47 KM przy 5500 obr./min, prędkość maksymalna wzrosła do 138 km/h. W późniejszym czasie do gamy jednostek napędowych dodano silnik o pojemności 1097 cm³, moc maksymalna rzędu 62 KM gwarantowała prędkość maksymalną na poziomie 145 km/h. Powstało 31 665 egzemplarzy Sprite’a Mk II.
Trzecia generacja modelu powstawała w latach 1964–1966. Zastosowano znany z Mark II silnik 1.1 o mocy 61 KM przy 5750 obr./min. Prędkość maksymalna wynosiła 145 km/h. Powstało 29 905 egzemplarzy Mark III.
Sprite Mark IV produkowany był w latach 1966–1971. Do napędu użyto silnika R4 o pojemności 1275 cm³ i mocy maksymalnej 65 KM przy 6000 obr./min. Prędkość maksymalna wynosiła 153 km/h. Powstało 22 970 egzemplarzy 4. generacji Sprite’a.

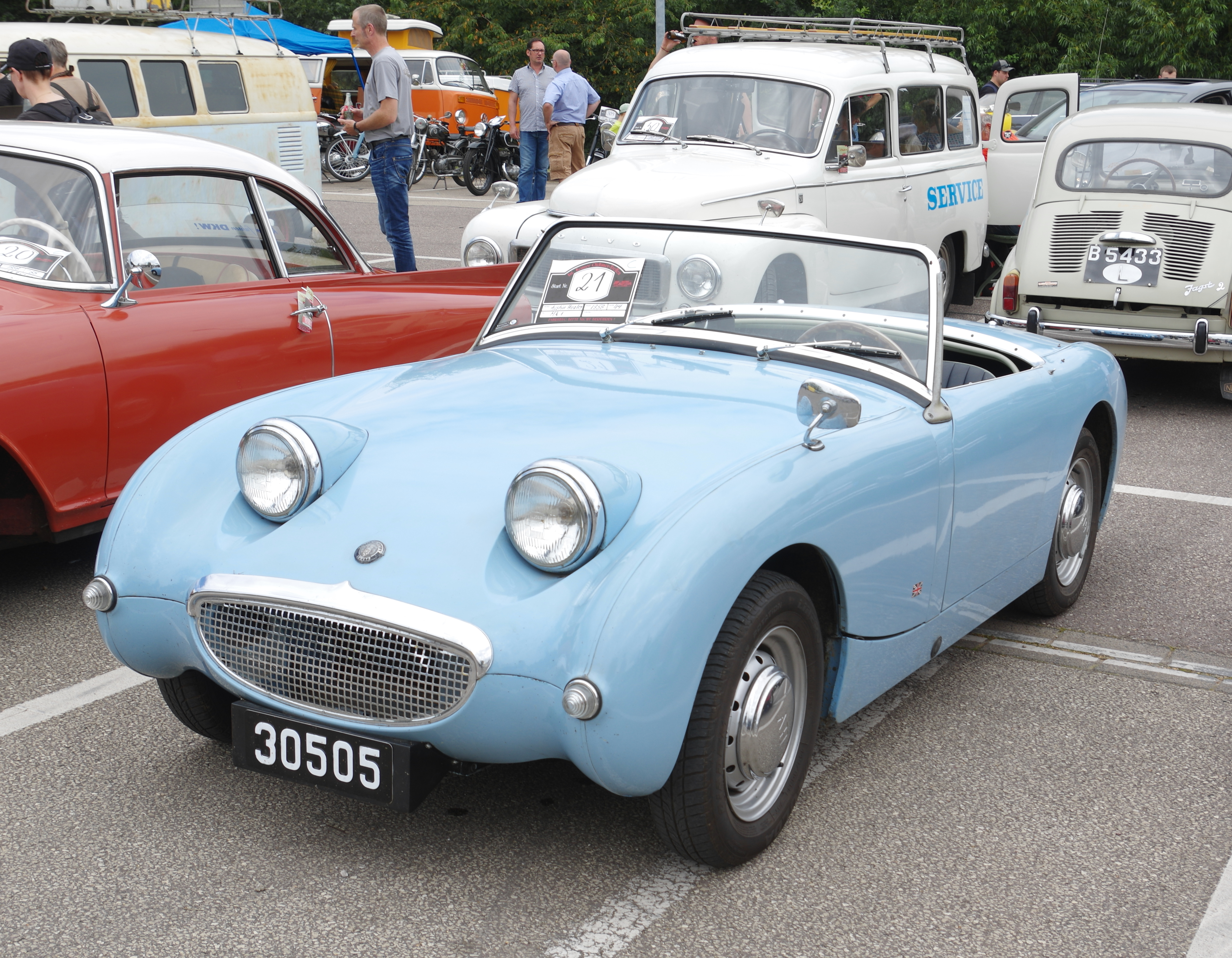
Austin-Healey Sprite Mk I
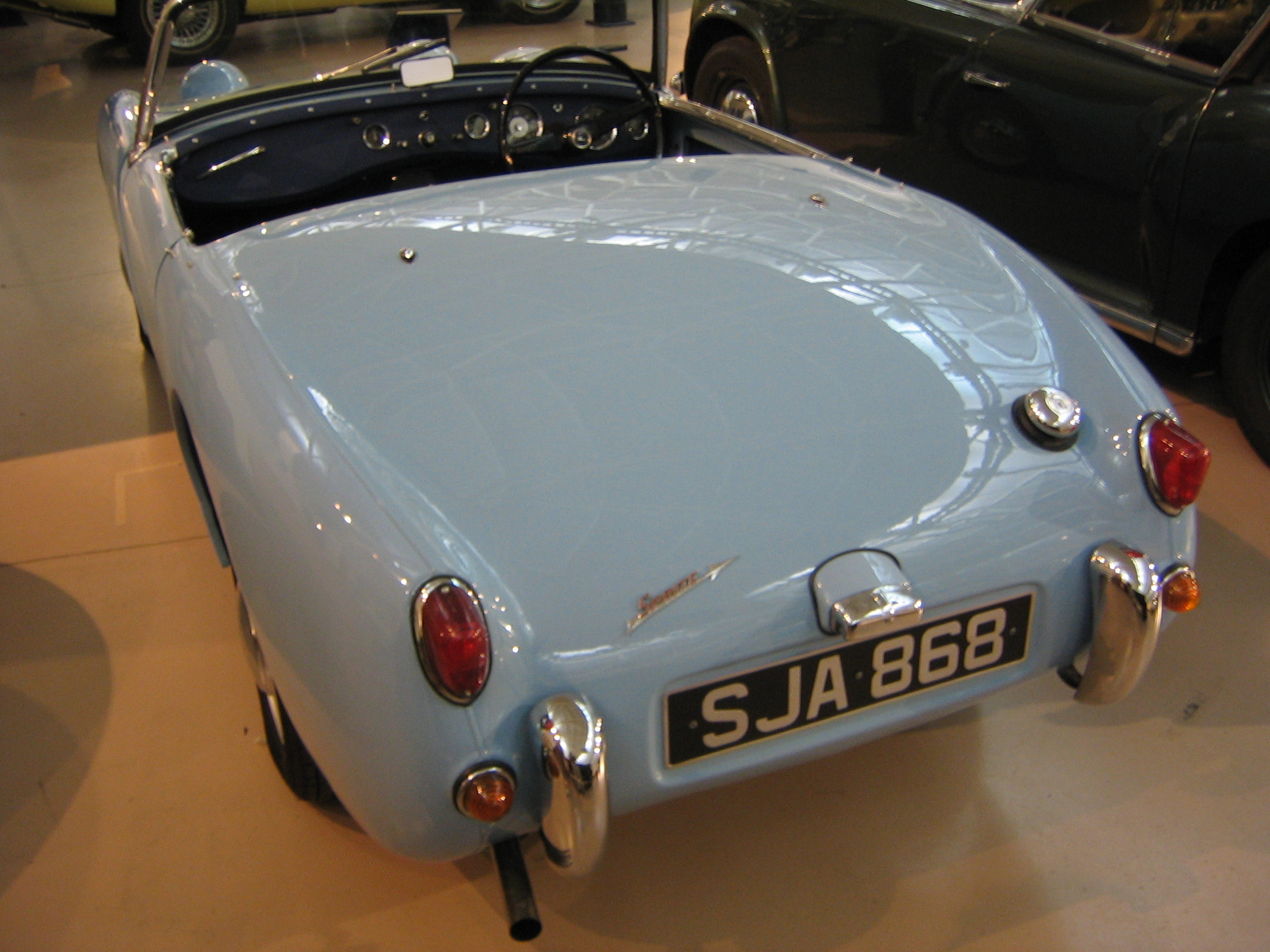
Austin-Healey Sprite Mk I
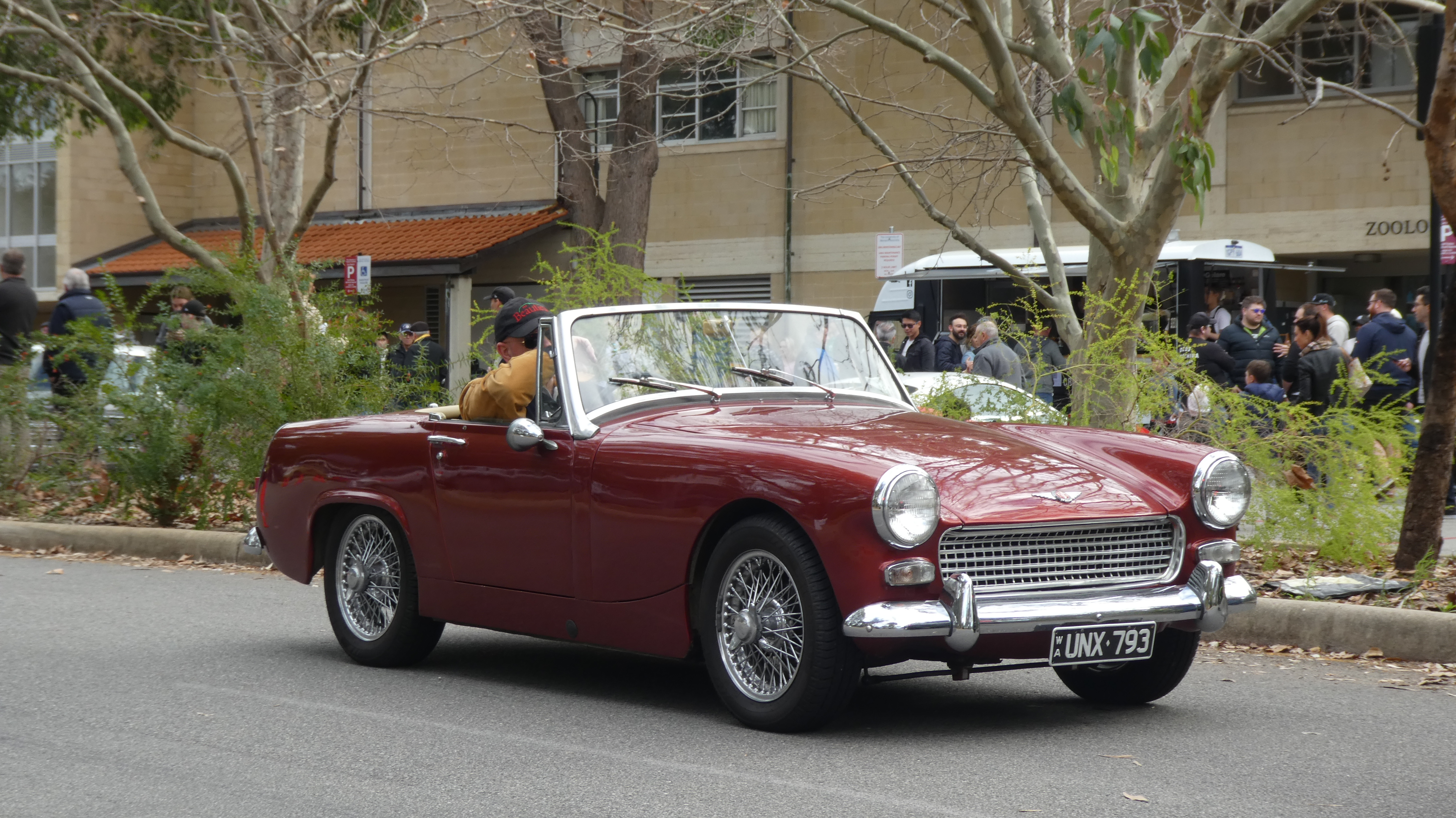
Austin-Healey Sprite Mk III